# 康祐碩
康祐碩（韓語：강우석，1960年11月10日—），韓國電影導演，最為人熟悉的作品為韓國首部突破千萬觀影人次的電影《实尾島風云》。在权威电影杂志《Film2.0》选定的“韩国电影实力人物100人”中，康佑硕被排在首位。

## 導演作品
- 1989年：《甜蜜的新娘們》
- 1989年：《幸福與分數無關》
- 1990年：《我每天都會爬起來》
- 1991年：《誰見過龍的腳爪》
- 1991年：《19歲絕望的盡頭唱響的一首愛之曲》
- 1991年：《我只想活到20歲》
- 1992年：《媽媽先生》
- 1993年：《特警冤家》
- 1994年：《殺妻秘笈》
- 1996年：《啤酒比愛人好的7個理由》
- 1996年：《特警冤家2》
- 1998年：《臥室與法庭》
- 2002年：《公共之敵》
- 2003年：《實尾島風雲》
- 2005年：《公共之敵2》
- 2006年：《韓半島風雲》
- 2008年：《姜哲中：公共之敵1-1》
- 2010年：《青苔：死亡異域》
- 2011年：《棒球之愛》
- 2013年：《傳說的拳頭》
- 2016年：《古山子，大東輿地圖》

## 外部連結
- NAVER電影 （页面存档备份，存于）